# Municipio de Massillon
El municipio de Massillon (en inglés: Massillon Township) es un municipio ubicado en el condado de Cedar en el estado estadounidense de Iowa. En el año 2010 tenía una población de 308 habitantes y una densidad poblacional de 3,39 personas por km².

## Geografía
El municipio de Massillon se encuentra ubicado en las coordenadas 41°54′15″N 90°57′29″O / 41.90417, -90.95806. Según la Oficina del Censo de los Estados Unidos, el municipio tiene una superficie total de 90.88 km², de la cual 90,88 km² corresponden a tierra firme y (0 %) 0 km² es agua.

## Demografía
Según el censo de 2010, había 308 personas residiendo en el municipio de Massillon. La densidad de población era de 3,39 hab./km². De los 308 habitantes, el municipio de Massillon estaba compuesto por el 98,05 % blancos, el 0,65 % eran asiáticos, el 0,32 % eran de otras razas y el 0,97 % eran de una mezcla de razas. Del total de la población el 0,32 % eran hispanos o latinos de cualquier raza.